# Xochicalco
För andra betydelser, se Xochicalco (olika betydelser).

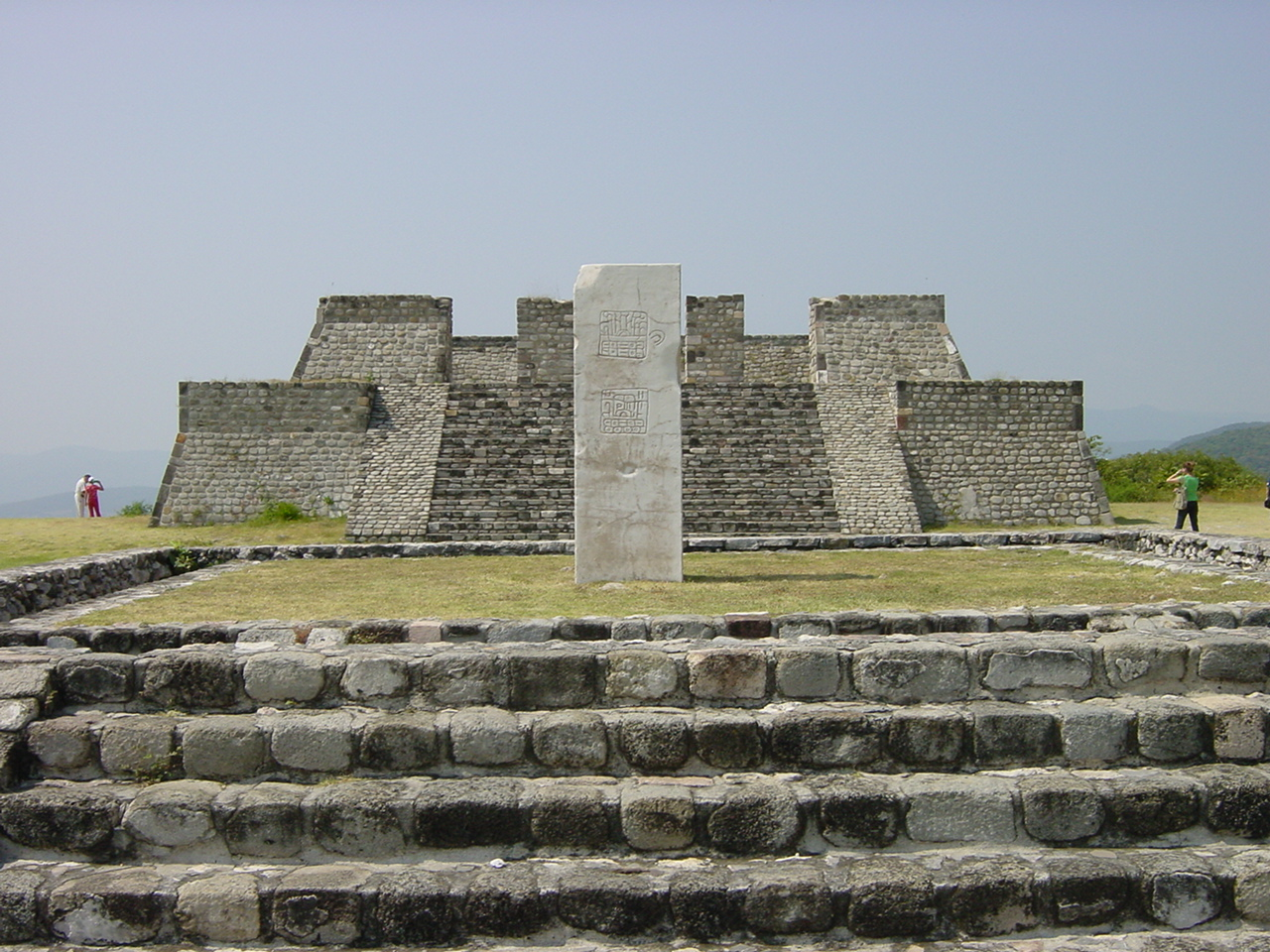
En pyramid i Xochicalco

Xochicalco är en tempelpyramidsanläggning i delstaten Morelos i centrala Mexiko, omkring nittio kilometer söder om Mexico City och trettio kilometer från Cuernavaca. Namnet kommer från nahuatl med betydelse: platsen för blommornas hus.
Ett ljusfenomen kan observeras i en grotta, under centralpyramiden vid sommarsolståndet då hela grottan fylls av ljus. Även andra ljusfenomen med månens olika stadier kan beskådas. Xochicalco var, tillsammans med Malinalco och Teotihuacán, centrum för prästerskap under föraztekisk tid i centrala Mexiko och de styrde jordbrukets olika tidpunker för sådd och skörd. Xochicalco ligger rakt väster om Popocatéptl.[källa behövs]
1999 utsåg Unesco Xochicalco till ett världsarv.